# NGC 2333
NGC 2333 ist eine Spiralgalaxie vom Hubble-Typ Sa im Sternbild Zwillinge auf der Ekliptik. Sie ist schätzungsweise 211 Millionen Lichtjahre von der Milchstraße entfernt und hat einen Durchmesser von etwa 65.000 Lichtjahren.
Die Typ-IIP-Supernova SN 2010ie wurde hier beobachtet.
Das Objekt wurde am 4. Februar 1793 vom deutsch-britischen Astronomen William Herschel entdeckt.